# 永清県
永清県（えいしん-けん）は中華人民共和国河北省廊坊市に位置する県。

## 地理
永清県は河北省中部、北京市と天津市の中間に位置する。

## 歴史
692年（長寿元年）、唐朝により設置された武隆県を前身とする、710年（景雲元年）に会昌県、742年（天宝元年）に永清県と改称された。1958年に廃止となり覇県に編入されたが、1961年に再設置され現在に至る。

## 行政区画
- 街道:城区街道
- 鎮:永清鎮、韓村鎮、後奕鎮、別古荘鎮、里瀾城鎮
- 郷:曹家務郷、竜虎荘郷、劉街郷、三聖口郷
- 民族郷:管家務回族郷

## かつて存在した行政区分
- 通沢県